# Robert Jousma
Leo Robert Jousma, född 28 september 1952 i Malsta församling, Stockholms län, är en svensk före detta politiker (nydemokrat) och riksdagsledamot under mandatperioden 1991–1994 för Uppsala läns valkrets.
Robert Jousma var ledamot i försvarsutskottet samt suppleant i arbetsmarknadsutskottet och det dåvarande EES-utskottet. Jousma kommer ifrån Åkers styckebruk i Södermanland och var andre vice ordförande och valberedningens ordförande i Ny demokrati under en tid. Han sade sig ha sympatier för Moderata samlingspartiet. Tidigare hade han varit fackligt engagerad som ledamot i en fackstyrelse åt Metall.